# Medalles del Cercle d'Escriptors Cinematogràfics de 1962
La cerimònia de lliurament de les medalles del Cercle d'Escriptors Cinematogràfics de 1962 va tenir lloc el 26 de gener de 1963 al Cinema Palafox de Madrid. Va ser el divuitè lliurament de aquestes medalles atorgades per primera vegada disset anys abans pel Cercle d'Escriptors Cinematogràfics (CEC). Els premis tenien per finalitat distingir als professionals del cinema espanyol i estranger pel seu treball durant l'any 1962. Després del repartiment de premis es va projectar el film suec Smultronstället, dirigit per Ingmar Bergman.
El nombre de guardons a lliurar va disminuir sensiblement, ja que només van ser quinze. Van desaparèixer les medalles a millors actriu i actor secundaris —que es venien lliurant des de la primera edició—, així com les de millor actriu, actor i director estrangers. Els premis van tornar a estar molt repartits, destacant la pel·lícula Ensayo general para la muerte, que va rebre els atorgats al millor director, actor principal i guió. Per part seva, Dulcinea va rebre les medalles a millor pel·lícula i millor fotografia. El Premi Jimeno que es venia atorgant al professional revelació va passar a denominar-se Premi Antonio Barbero.

## Llista de medalles
| Categoria                          | Premiat                              | Labor premiada                |
| ---------------------------------- | ------------------------------------ | ----------------------------- |
| Millor pel·lícula                  | Dulcinea                             | pel·lícula                    |
| Millor director                    | Julio Coll                           | Ensayo general para la muerte |
| Millor actriu principal            | Amparo Soler Leal                    | La gran familia               |
| Millor actor principal             | Roberto Camardiel                    | Ensayo general para la muerte |
| Millor fotografia                  | Godofredo Pacheco                    | Dulcinea                      |
| Millor música                      | Adolfo Waitzman                      | Diferente                     |
| Millors decorats                   | Enrique Alarcón                      | El hijo del capitán Blood     |
| Millor argument original           | José Luis Sáenz de Heredia           | El grano de mostaza           |
| Millor guió                        | Pedro Mario Herrero                  | Ensayo general para la muerte |
| Millor labor literària             | Luis Gómez Mesa                      |                               |
| Millor pel·lícula estrangera       | ¿Vencedores o vencidos?              | pel·lícula                    |
| Premi Antonio Barbero              | Manuel Benítez «El Cordobés» (actor) | Aprendiendo a morir           |
| Millor labor periodística          | Agustín Romo                         |                               |
| Millor curtmetratge                | Lección de arte                      | (D'Antonio Mercero)           |
| Millor pel·lícula hispanoamericana | Macario                              | pel·lícula                    |